# Kreis Vallorbe
| Kreis Vallorbe           | Kreis Vallorbe     |
| Basisdaten               | Basisdaten         |
| ------------------------ | ------------------ |
| Staat:                   | Schweiz            |
| Kanton:                  | Waadt (VD)         |
| Bezirk:                  | Orbe               |
| Hauptort:                | Vallorbe           |
| Fläche:                  | 45,40 km²          |
| Einwohner:               | 5'779 (31.12.2023) |
| Bevölkerungsdichte:      | 127 Einw. pro km²  |
| Aufgehoben am:           | 31. Dezember 2006  |
| Karte                    |                    |
| Karte von Kreis Vallorbe |                    |

Der Kreis Vallorbe (französisch Cercle de Vallorbe) war bis zum 31. August 2006 eine Verwaltungseinheit des Bezirks Orbe im Kanton Waadt in der Schweiz. Sitz des Kreisamtes war Vallorbe.
Der Kreis umfasste drei Gemeinden und war 45,40 km² gross. Die Gemeinden des ehemaligen Kreises zählten Ende 2023 5'779 Einwohner.
| Wappen     | Name der Gemeinde | Einwohner (31. Dezember 2023) | Fläche in km² | Einw. pro km² |
| ---------- | ----------------- | ----------------------------- | ------------- | ------------- |
| Ballaigues | Ballaigues        | 1'196                         | 9,06          | 132           |
| Vallorbe   | Vallorbe          | 4'097                         | 23,19         | 177           |
| Vaulion    | Vaulion           | 486                           | 13,15         | 37            |
| Total (3)  | Total (3)         | 5'779                         | 45,40         | 127           |